# Stellingen
Stellingen è un quartiere della città tedesca di Amburgo. È compreso nel distretto di Eimsbüttel.